# Beekdaelen
Beekdaelen é um município dos Países Baixos, situado na província de Limburgo. Tem 78,49 km² de área e sua população em 2020 foi estimada em 35.916 habitantes.